# چایم ال پکریس
 چایم ال پکریس (انگلیسی: Chaim L. Pekeris؛ زاده ۱۵ ژوئن ۱۹۰۸ درگذشته ۲۴ فوریهٔ ۱۹۹۳) یک ریاضی‌دان و فیزیک‌دان اهل ایالات متحده آمریکا-اسرائیل بود.
وی برنده جوایزی همچون جایزه اسرائیل شده است.